# Prix littéraires du Gouverneur général 1942
Liste des Prix littéraires du Gouverneur général pour 1942, chacun suivi du gagnant.

## Anglais
- Prix du Gouverneur général : romans et nouvelles de langue anglaise : G. Herbert Sallans, Little Man.
- Prix du Gouverneur général : poésie ou théâtre de langue anglaise : Earle Birney, David and Other Poems.
- Prix du Gouverneur général : études et essais de langue anglaise : Bruce Hutchison, The Unknown Country et Edgar McInnes, The Unguarded Frontier.